# 2-Arachidonylglycerol
2-Arachidonylglycerol (2-AG) ist ein Endocannabinoid, das die Cannabinoid-Rezeptoren CB1 und CB2 aktiviert. Es ist der Ester aus Arachidonsäure und Glycerol. In Ratten wurde es im Gehirn, Leber, Lunge, Milz und Niere nachgewiesen.

## Wirkung
Es aktiviert die beiden bekannten Cannabinoid-Rezeptoren. Wird es Mäusen intravenös verabreicht, so entwickeln sie dieselben Symptome wie nach Gabe von THC (verminderte Schmerzempfindung, Immobilität, verringerte spontane Aktivität, gesenkte Rektaltemperatur). Es stimuliert das Knochenwachstum durch indirekte Hemmung des adrenergen System. und Aktivierung von CB2-Rezeptoren. Durch Aktivierung von CB1-Rezeptoren ist es neuroprotektiv im Tiermodell nach Gehirnverletzungen.

## Pharmakologie
Im Gegensatz zu Anandamid ist es ein voller Cannabinoid-Rezeptor-Agonist. Es wird deshalb angenommen, dass 2-AG der endogene Ligand dieser Rezeptoren ist.
2-Arachidonoylglycerol wird infolge synaptischer Depolarisation via Aktivierung Phospholipase-C-gekoppelter Rezeptoren und Anstieg des intrazellulären Calcium postsynaptisch aus DAG und Arachidonsäure synthetisiert.
Die Bildung von 2-AG führt zu einer präsynaptischen Hemmung der Transmitterfreisetzung. Somit ist 2-AG an der Induktion von kurzfristiger (short term depression) und langfristiger (long term depression) gedächtnisassoziierter Neuroplastizität beteiligt.
Es wird durch das Enzym Monoglycerolipase (MGL) in Arachidonsäure und Glycerol gespalten.
Zusätzlich wirkt 2-AG als positiver allosterischer Modulator an GABAA-Rezeptoren.

## Geschichte
Die Arbeitsgruppe von Raphael Mechoulam an der Hebräischen Universität von Jerusalem in Israel publizierte 1995 die Entdeckung eines Stoffes, der aus dem Hundedarm isoliert wurde und an Cannabinoid-Rezeptoren bindet. Er erwies sich als identisch mit synthetischem 2-AG.

## Struktur
Trotz der chemischen Unterschiede nimmt es eine sehr ähnliche räumliche Konformation wie Tetrahydrocannabinol ein.